# 田代捨己
田代 捨己（たしろ すてき、1915年〈大正4年〉8月26日 - 2003年〈平成15年〉4月4日）は、日本の政治家。元熊本県宇土市長（2期）。

## 来歴
熊本県出身。1934年（昭和9年）熊本県立熊本農業学校卒業。卒業後は台湾製糖に勤務する。戦後、復員し、走潟村農業協同組合技術指導員となる。1953年（昭和28年）9月10日から1954年（昭和29年）9月30日まで走潟村長を務めた。走潟村は同年に宇土町に編入され、宇土町役場勤務となる。1958年（昭和33年）に宇土市施行により、宇土市役所勤務となり、経済、保険年金、農政の各課長、収入役となる。

### 1982年宇土市長選挙
1982年（昭和57年）宇土市長選挙に自民党公認で立候補し、同じく自民党公認の現職大和忠三を破って初当選を果たした。
※当日有権者数：-人 最終投票率：-%（前回比：-pts）
| 候補者名 | 年齢 | 所属党派   | 新旧別 | 得票数   | 得票率 | 推薦・支持 |
| -------- | ---- | ---------- | ------ | -------- | ------ | ---------- |
| 田代捨己 | 66   | 自由民主党 | 新     | 13,216票 | 61.9%  | -          |
| 大和忠三 | 70   | 自由民主党 | 現     | 8,132票  | 38.1%  | -          |

同年4月29日に就任した。1986年（昭和61年）の選挙は無所属、自民党推薦で立候補して再選を果たした。1990年（平成2年）の市長選挙で落選した。